# David Lammy
David Lammy, né le 19 juillet 1972 à Londres, est un homme politique britannico-guyanien, secrétaire d'État aux Affaires étrangères, du Commonwealth et du Développement du Royaume-Uni depuis 2024.
Membre du Parti travailliste, il est député de la circonscription londonienne de Tottenham à la Chambre des communes depuis 2000. Avocat de profession, il occupe divers postes ministériels subalternes sous Tony Blair et Gordon Brown entre 2002 et 2010.

## Jeunesse et carrière
David Lindon Lammy est né le 19 juillet 1972 à l'hôpital Whittington d'Archway, dans le quartier londonien de Holloway, de parents guyaniens,,. Lui et ses quatre frères et sœurs sont élevés uniquement par sa mère, après que son père a eu quitté la famille lorsque Lammy avait 12 ans.
Lammy grandit à Tottenham et va à l'école primaire de Downhills. À l'âge de 10 ans, il reçoit une bourse de chorale de l'Inner London Education Authority pour chanter à la cathédrale de Peterborough et fréquenter la King's School de Peterborough.
Il étudie à la School of Oriental and African Studies (SOAS) de l'université de Londres, où il obtient un diplôme en droit. Il est admis au barreau d'Angleterre et du pays de Galles en 1994 au Lincoln's Inn. Il étudie à l'université Harvard, aux États-Unis, pour une maîtrise en droit et obtient son diplôme en 1997,.
Après Harvard, Lammy est avocat chez Howard Rice en Californie de 1997 à 1998, puis chez DJ Freeman de 1998 à 2000. Il est professeur invité de pratique à la SOAS,.

## Carrière parlementaire
En 2000, Lammy est élu sous l'étiquette travailliste à l'Assemblée de Londres. Au cours de la campagne électorale de Londres, Lammy est choisi comme candidat travailliste pour Tottenham à la mort de Bernie Grant. Il est élu à ce siège lors d'une élection partielle tenue le 22 juin 2000 avec 53,5 % des voix et une majorité de 5 646 voix. Agé de 27 ans, il est le plus jeune député de la Chambre jusqu'en 2003, date à laquelle Sarah Teather est élue.
Lammy est réélu député de Tottenham aux élections générales de 2001 avec une part des voix de 67,5 % et une majorité de 16 916 voix.

### Ministre

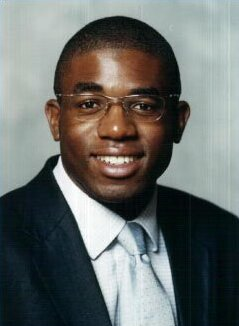
Portrait officiel (2002).

En 2002, il est nommé par le Premier ministre Tony Blair sous-secrétaire d'État parlementaire au département de la Santé. En 2003, Lammy est nommé sous-secrétaire d'État parlementaire au département des Affaires constitutionnelles et, alors qu'il est membre du gouvernement, il vote en faveur de l'autorisation pour le Royaume-Uni d'envahir l'Irak en 2003.
Aux élections générales de 2005, il est réélu, avec une part des voix de 57,9 % et une majorité de 13 034 voix. Après l'élection, Blair nomme Lammy ministre d'État à la Culture au département de la Culture, des Médias et du Sport.
En juin 2007, le nouveau Premier ministre Gordon Brown rétrograde Lammy au rang de sous-secrétaire d'État parlementaire au département de l'Innovation, des Universités et des Compétences. En octobre 2008, il est promu par Brown au rang de ministre d'État et nommé au Conseil privé. En juin 2009, il est nommé ministre d'État à l'Enseignement supérieur dans le nouveau département des Affaires, de l'Innovation et des Compétences, dirigeant l'équipe ministérielle des Communes alors que lord Mandelson est secrétaire d'État.

### Député d'arrière-ban de l'opposition
Aux élections générales de 2010, Lammy est réélu, avec une part des voix de 59,3 % et une majorité de 16 931 voix. Après que le Parti travailliste eut perdu les élections, Lammy retourne sur les bancs d'arrière-ban, il parraine Diane Abbott pour la direction du parti, affirmant qu'il estime important d'avoir un champ de candidats diversifié, soutient ensuite David Miliband. Après l'élection d'Ed Miliband, Lammy refuse un poste au sein du cabinet fantôme.
En 2012, il soutient la candidature de Ken Livingstone pour devenir le candidat travailliste à la mairie de Londres lors de l'élection à la mairie de Londres de 2012. Lammy est le directeur de campagne de Livingstone. En 2014, il annonce qu'il envisage de se lancer dans la course pour devenir maire de Londres lors des élections de 2016.
Lammy est réélu aux élections générales de 2015 avec une part des voix de 67,3 % et une majorité de 23 564 voix. Après la défaite du parti, il est l'un des 36 députés travaillistes à parrainer Jeremy Corbyn, avec qui il est un bon ami, comme candidat à l'élection à la direction du Parti travailliste de 2015,.

### Candidat à la mairie de Londres
Le 4 septembre 2014, Lammy annonce son intention de briguer l'investiture travailliste pour l'élection du maire de 2016. Lors du processus de sélection du Parti travailliste de Londres, il obtient 9,4 % des votes de première préférence et termine quatrième au classement général, derrière Sadiq Khan, Tessa Jowell et Diane Abbott.
En mars 2016, il est condamné à une amende de 5 000 £ pour avoir lancé 35 629 appels téléphoniques automatiques exhortant les gens à soutenir sa campagne à la mairie sans obtenir l'autorisation de contacter les membres du parti concernés. C'est la première fois qu'un homme politique est condamné à une amende pour avoir autorisé des appels intempestifs.

### Retour sur les bancs
Lors des élections générales anticipées de 2017, Lammy est réélu avec une part de voix de 81,6 % et une majorité de 34 584 voix.
Aux élections générales de 2019, il est réélu, avec une part des voix de 76 % et une majorité de 30 175 voix.
Lammy soutient Keir Starmer et Angela Rayner lors des élections à la direction travailliste et à la direction adjointe de 2020. Après que Starmer ait été élu leader travailliste en avril 2020, il est nommé au cabinet fantôme en tant que secrétaire d'État fantôme à la Justice.
Lors du remaniement du cabinet fantôme de novembre 2021, Lammy est promu secrétaire d'État fantôme aux Affaires étrangères, du Commonwealth et du développement.
Le 19 novembre 2023, il se rend en Israël et rencontre le président israélien Isaac Herzog et le ministre des Affaires étrangères Eli Cohen. Ce mois-là, Lammy avait déclaré qu'une frappe israélienne sur un camp de réfugiés pourrait être « légalement justifiée ». En janvier 2024, alors qu'il prononce un discours, il est interrompu par des manifestants pro-Palestiniens.
Il est réélu en juin 2024 comme candidat travailliste pour Tottenham aux élections générales de 2024.

### Secrétaire aux Affaires étrangères

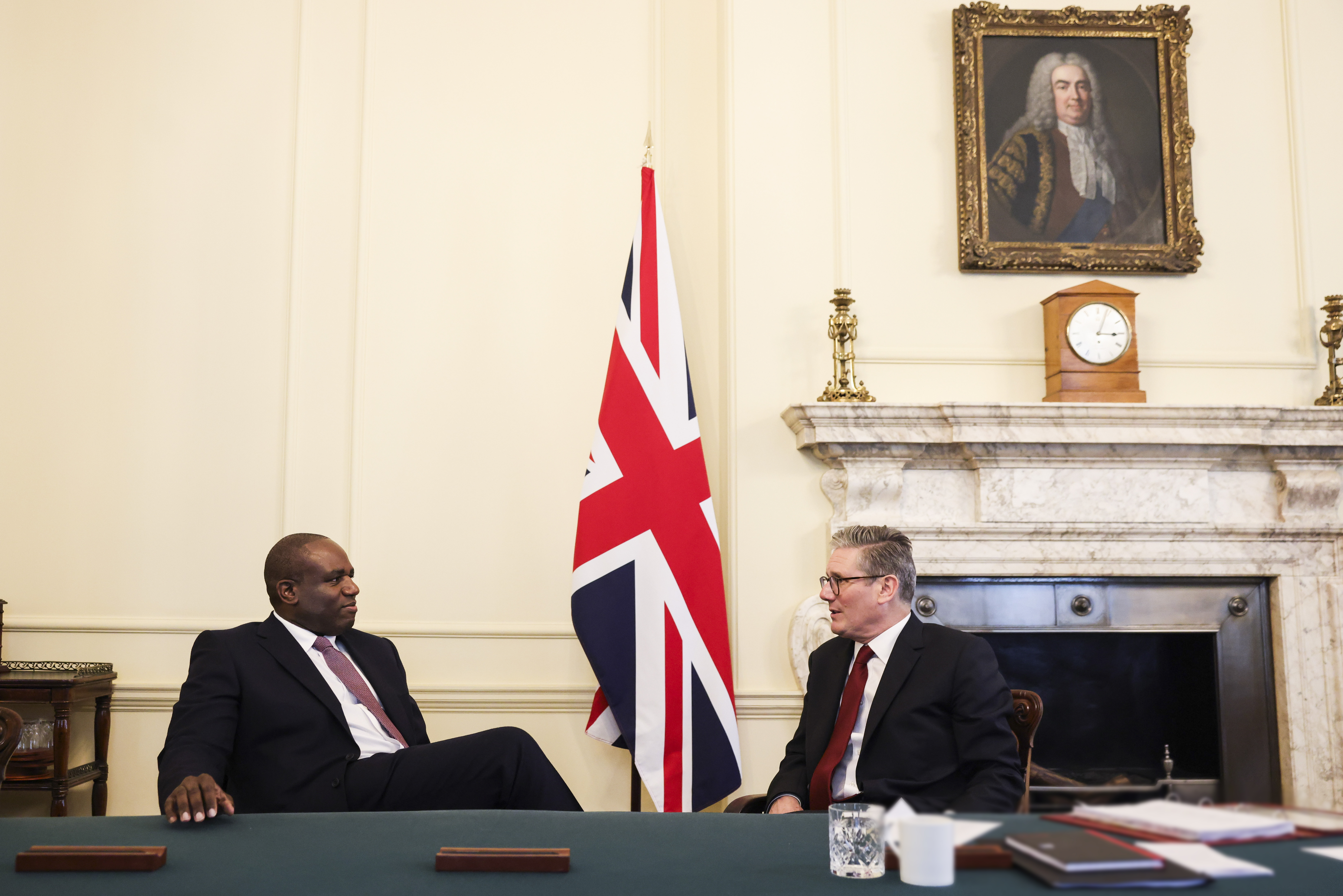
David Lammy nommé secrétaire d'État aux Affaires étrangères, du Commonwealth et du Développement par Keir Starmer, 5 juillet 2024.

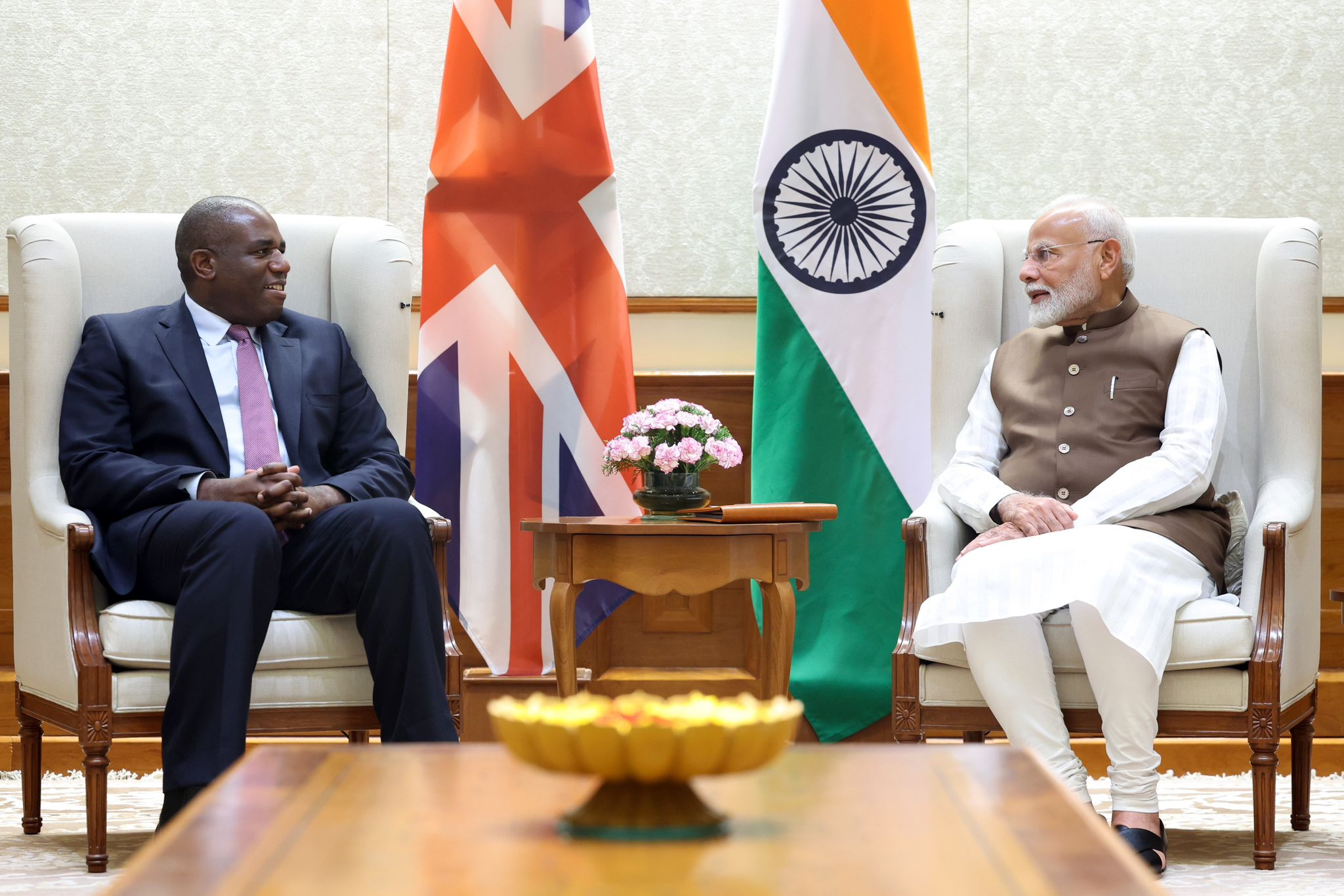
David Lammy au côté du Premier ministre indien Narendra Modi, le 24 juillet 2024, à New Delhi.

Après avoir été réélu député de la circonscription de Tottenham lors des élections générales de 2024, Lammy est nommé secrétaire d'État aux Affaires étrangères, du Commonwealth et du Développement par Starmer dans son gouvernement le 5 juillet. L'un de ses premiers actes dans cette fonction est d'appeler à un cessez-le-feu immédiat dans la bande de Gaza.
Les deux jours suivants, Lammy effectue son premier voyage international en tant que secrétaire d'État aux Affaires étrangères,, rencontrant ses homologues en Pologne, en Allemagne et en Suède. Il déclare que le gouvernement britannique souhaite « réinitialiser » ses relations avec l'Union européenne, avec des projets comprenant un nouveau pacte de sécurité commun couvrant la défense, les politiques énergétiques et la crise climatique, la prévention des pandémies et la lutte contre l'immigration clandestine.

## Vie privée
David Lammy épouse l'artiste portraitiste Nicola Green (en) en 2005. Le couple a deux fils et une fille,.
De par ses parents, il possède la double nationalité du Royaume-Uni et du Guyana. Il déclare que son identité est « britannique, anglaise… londonienne… [mais] aussi européenne ». « Je suis noir, je suis Anglais, je suis Britannique et j'en suis fier ».
En novembre 2011, il publie un livre, Out of the Ashes: Britain After the Riots, sur les émeutes de 2011 en Angleterre. En 2020, il publie son deuxième livre, Tribes, qui explore la division sociale et le besoin d'appartenance.
Il est supporter du Tottenham Hotspur FC.